# Bryson (Texas)
Pour les articles homonymes, voir Bryson.
La ville de Bryson est située dans le comté de Jack, dans l’État du Texas, aux États-Unis. Elle comptait 539 habitants lors du recensement de 2010.

## Galerie photographique

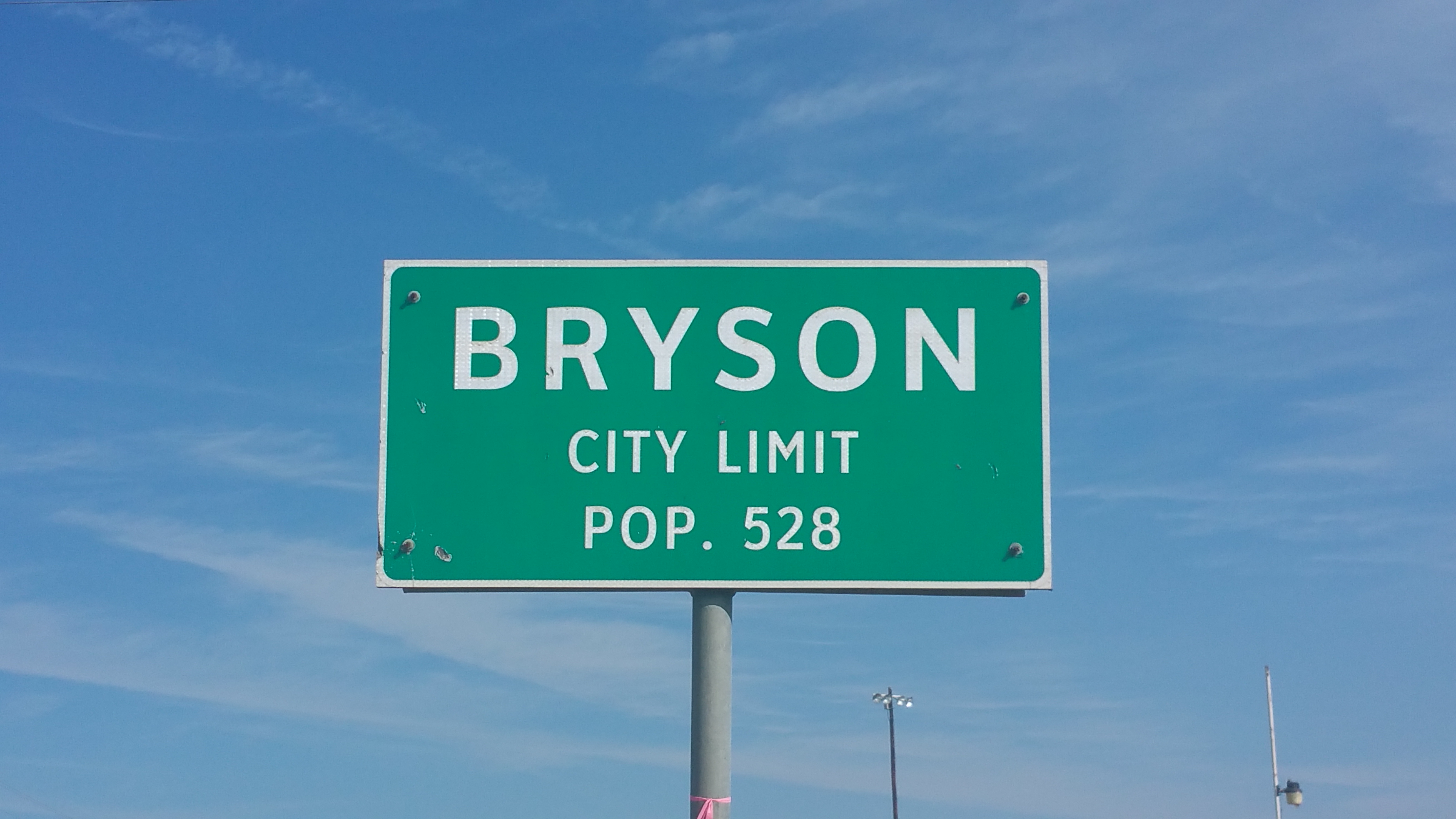
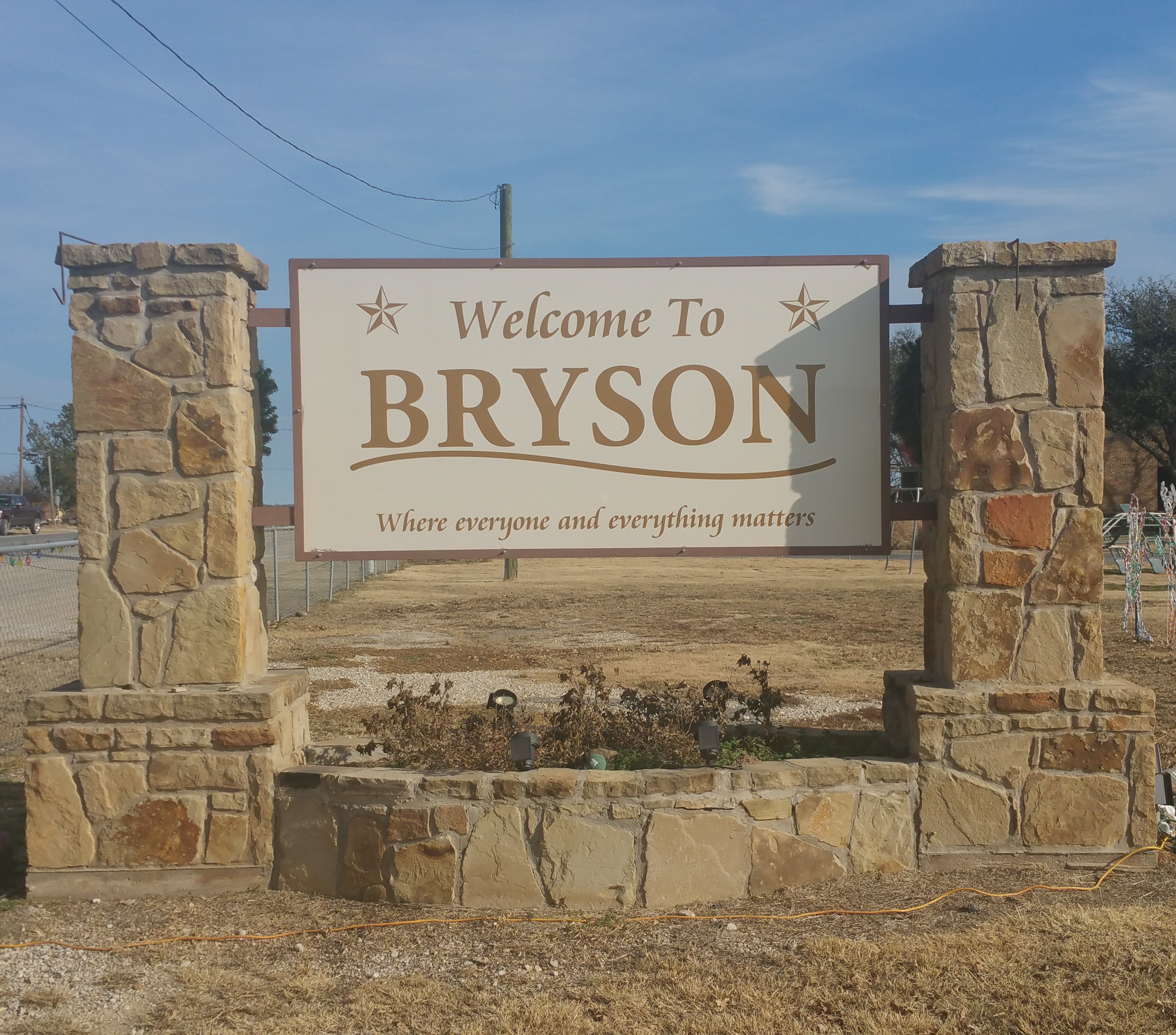
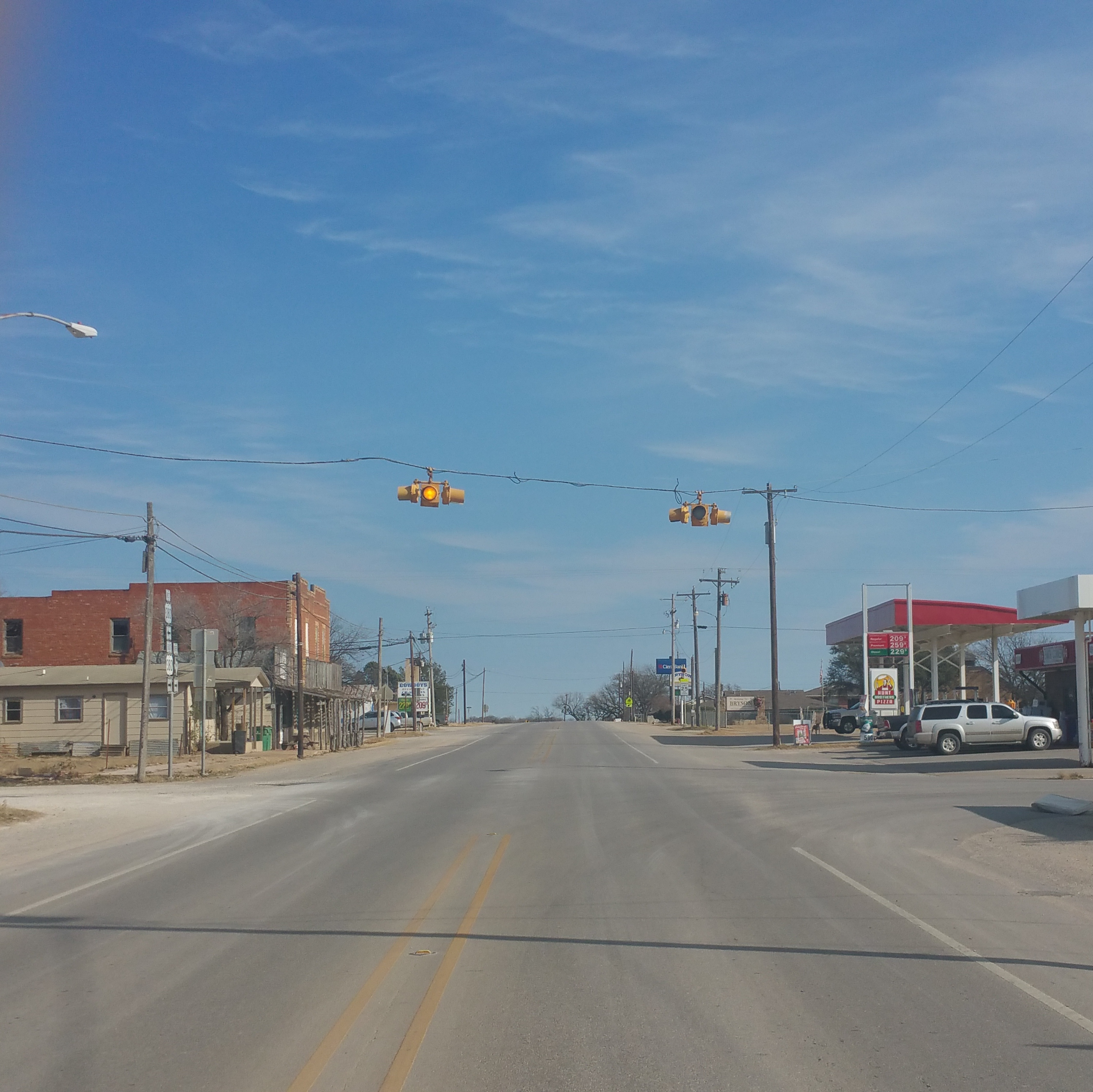

## Source
- (en) Cet article est partiellement ou en totalité issu de l’article de Wikipédia en anglais intitulé « Bryson, Texas » (voir la liste des auteurs).